# Naponom kontrolisan oscilator
Naponom kontrolisan oscilator ili VCO je oscilator čija se frekvencija oscilovanja kontroliše ulaznim naponom. Frekvencija oscilovanja se diktira priključenim DC naponom, dok se i modulisani signali mogu dovesti na VCO što dovodi do frekvencijske modulacije (FM) ili fazne modulacije (PM).

## Vrste
se generalno može podijeliti na dvije grupe po tipu talasnog oblika koji proizvodi:  1) harmonijski oscilatori, i 2) relaksacioni oscilatori.
Harmonijski oscilatori daju sinusoidalan talasni oblik.  Sastoje se od pojačavača koji ima adekvatno pojačanje i rezonantnog kola u povratnoj grani. Oscilacije se javljaju na rezonantnoj frekvenciji. Neki primjeri harmonijskih oscilatora su oscilatori sa kristalom i LC oscilatori. Kada je dio kapacitivnosti rezonantnog kola varikap dioda, napon priključen na diodu mijenja frekvenciju.
Relaksacioni oscilatori mogu generisati napon testerastog ili trougaonog oblika. Oni se najčešće koriste u monolitnim integrisanim kolima (IC). Oni obezbedjuju sirok spektar radnih frekvencija koristeci minimalan broj dodatnih komponenti.  Relaksacioni oscilator VCO moze se realizovati na tri načina:  1) VCO sa uzemljenim kondenzatorom, 2) VCO sa zajedničkim emitorom i 3) VCO sa prstenom baziranom na kašnjenju.  Prva dva tipa slično funkcionišu.  Vrijeme svakog stanja zavisi od vremena struje punjenja i pražnjenja kondenzatora. Na kašnjenju bazirani VCO radi malo drugačije. Kod ovog tipa, imamo prstenasto povezivanje. Izlazna frekvencija je sada funkcija od kašnjenja svake faze.
Harmonijski oscilator, VCO, ima određene prednosti nad relaksacionim oscilatorom:
- Stabilnost frekvencije u zavisnosti od temperature, šuma i napajanja je mnogo bolja kod harmonijskih  oscilatora.
- Moze se precizno kontrolisati frekvencija jer se kontrolise pomocu kristala ili kola za zadrzavanje.

Mana harmonijskih VCO oscilatora je sto se tesko implementiraju u monolitnim kolima (IC). Relaksacioni oscilatori su bolje prilagodjeni za ovu tehnologiju.  Relaksacioni VCO su prilagodljivi na sirok spektar radnih frekvencija.

## Kontrolisanje frekvencije kod
Naponski kontrolisan kondenzator je jedan način pravljenja LC oscilatora čija frekvencija zavisi od napona napajanja. Svaki inverzno polarisan pn spoj (dioda), pokazuje zavisnost kapaciteta od napona i može se koristiti za promjenu frekvencije oscilatora u zavisnosti od napona priključenog na diodu. Diode sa promjenjivim kapacitetom,  varikap diode omogućavaju dosta velike promjene kapaciteta. Takve komponente su veoma upotrebljive za konstruisanje naponski kontrolisanih oscilatora Kod niskofrekventnih VCO, druge metode za promjenu frekvencije (promjena punjenja kondenzatora uz pomoć naponski kontrolisanog  izvora struje) se takođe koriste.
Frekvencija kod prstenastih oscilatora se kontroliše mijenjanjem napona napajanja ili punjenja kondenzatora.

## sa kristalom
“VCO sa kristalom (VCXO)” se koristi kada se operativna frekvencija mora fino podesiti. Frekvencija naponski kontrolisanog oscilatora sa kristalom moze se mijenjati za samo nekoliko desetina milionitih djelova (ppm), jer visoki  Q faktor kristala dozvoljava "razvlačenje" na veoma mali spektar frekvencija.   
Dva su razloga za korišćenje VCXO:
- Podešavanje izlazne frekvencije nekoj precizno specificiranoj vrijednosti.
- Tamo gdje oscilator može izazvati radio-frekventnu interferenciju, dodajući promjenjivi napon na ulazni.

VCXO sa temperaturnom kompenzacijom (TCVCXO) uključuje komponente koje djelimično otklanjaju zavisnost od temperature pri frekvenciji rezonance kristala. Manji opseg napona je tada dovoljan da stabilizuje frekvenciju oscilatora na mjestima gdje (temperatura) varira, kao što se toplota nagomilava unutar predajnika.

### jednačine u vremenskom domenu
{\displaystyle \ f_{tuning}(t)=K_{o}\cdot \ v_{in}(t)}
{\displaystyle \int f_{tuning}(t)\,dt=\theta _{out}(t)}
- {\displaystyle \ K_{o}} se naziva pojacanje. Jedinica je hertz/volt.
- {\displaystyle \ f_{tuning}(t)}  simbol za vremenski domen.
- {\displaystyle \ \theta _{out}(t)} faza izlaznog signala
- {\displaystyle \ v_{in}(t)} simbol u vremenskom domenu za ulazni napon VCO.

### jednačine u frekvencijskom domenu
{\displaystyle \ F_{tuning}(s)=K_{o}\cdot \ V_{in}(s)}
{\displaystyle \ {F_{tuning}(s) \over s}=\Theta _{out}(s)}

## Upotreba
se koristi za:
- Generatore funkcija,
- Produkciju elektronske muzike.

## Napomene
1. ↑  Naponski kontrolisan induktivitet mogao bi u principu biti upotrebljiv, ali takva kola ne omogućavaju postizanje željene frekvencije.

## Spoljašnje veze
- Šeme
- dizajn Архивирано на веб-сајту  (19. август 2019)